# NASTY CHILDREN
『NASTY CHILDREN』（ナスティ・チルドレン）は、日本のロックバンド THE STREET SLIDERS 8作目のスタジオ・アルバム。1990年12月21日にEPIC/SONY RECORDSより発売。
2023年デビュー40周年に記念として同アルバムのアナログ盤（リマスター/完全生産限定盤）がリリースされた。

## 解説
本作は今井裕との共同プロデュース。今井は鍵盤楽器に強い人物であるが、アルバムにキーボード的なニュアンスを必要としたのではなく、むしろ全体を見渡すプロデューサーの役割であった。「（今井さんは）ロンドンに強いって言うのもあるし、アレンジの中に今井さんのセンスが入っている」（土屋公平）。
本作の時点では、セルフ・プロデュースと第三者にプロデュースを依頼するのとはどちらがいいか、バンドの中で明確になってはいなかった。レコーディングはロンドンにて6曲と日本で4曲、それぞれのスタジオで行なわれた。ミックスは全曲スティーブ・ジャクソンが手掛け、曲によってはパーカッションも含めて5人同時に録るなど、ライブっぽい音を逆に補強した。
本作収録曲「DON'T WAIT TOO LONG」には以前、村越による全編英語の歌詞で同名異曲が存在した。

## 収録曲
All Words & Music by Joy-Pops
1. COME OUT ON THE RUN – (3:52)
2. CANCEL – (4:10)
3. IT'S ALRIGHT BABY – (4:40)
4. FRIENDS – (4:52)
5. LOVE YOU DARLIN' – (5:22)
6. THE LONGEST NIGHT – (3:57)
7. ROCKN'ROLL SISTER – (4:14)
8. 安物ワイン – (4:37)
9. PANORAMA – (5:53)
10. DON'T WAIT TOO LONG – (4:29)

## クレジット
- THE STREET SLIDERS are：
  - Hiroaki Murakoshi（Vo.Gt.）
  - Kohei Tsuchiya（Gt.Vo）
  - Yoji Ichikawa（Ba.Vo）
  - Masao Suzuki（Dr.）
- Produced：Yu Imai, THE STREET SLIDERS
- Mixed：Steve Jackson
- Recorded：Gary Wilkinson, Tatsuya Sakamoto, Masashi Goto
- Assisted：Teo Miller, Anthony Fisher, Tohru Oka, Takashi Ohkubo, Tomotaka Takehara
- Mastered：Quincy Tanaka
- Mixed：Maison Rouge Studio（ロンドン）, Studio Vincent（東京）
- Recorded：Maison Rouge Studios, 一口坂スタジオ、CBS/SONY信濃町スタジオ
- Masterd：CBS/SONY信濃町スタジオ
- Instrument Crew：Kohji Yamaguchi
- Percussion：Jeff Scantlebury, Nobu Saito
- Keyboards：Bob Andrews, Kow Otani
- Synthesizer：Yu Imai
- Horns：The Rumour Brass.
- Trumpet：Dick Hanson
- Trombone：Chris Gower
- Saxophone：John “Irish” Earle, Ray Beavis
- Directed：Shintaro Yamamoto
- Promotion：Koichi Yukawa
- Management：Emi Ito
- Assisted：Mitsuko Iwashimizu
- Art Direction and Design：Keiji Uyeda
- Design：Hiroko Umezawa
- Photography：Kenji Miura
- Illustration：Gentaroh Uyeda
- Executive Producer：Ikuro Meguro, Makoto Fukuda